# George Löser
George Löser († um 1390) gilt als der dritte Erbmarschall der Kursachsen.

## Leben
Er stammt aus dem im Kurkreis ansässig gewesenen Adelsgeschlecht Löser und ist der einzige Sohn von Hans Löser († 1373). Er übernahm von seinem Vater das Erbmarschallamt im Kurfürstentum Sachsen und das väterliche Gut Pretzsch (Elbe).
George Löser hatte drei Söhne, die allerdings in jungen Jahren bereits vor dem Vater starben, so dass das Erbmarschallamt nach dem Tod George Lösers an den nächsten Agnaten, seinen Onkel Conrad Löser, fiel.